# Plemyria albovittata
Plemyria albovittata är en fjärilsart som beskrevs av Edward Alfred Cockayne 1953. Plemyria albovittata ingår i släktet Plemyria och familjen mätare. Inga underarter finns listade i Catalogue of Life.